# Gagrella semigranosa
Gagrella semigranosa is een hooiwagen uit de familie Sclerosomatidae.